# Künstlergesellschaft Kasandra
Die Künstlergesellschaft Kasandra, vor 1870 auch Der Künstler-Sänger-Verein München, war eine Vereinigung bildender Künstler, die von 1862 bis 1870 neben der Münchner Künstlergenossenschaft mit Kunsthandel und dem Veranstalten von Maskenfesten befasst war.
Der Verein entwickelte sich ab 1862 aus dem Künstlerstammtisch Kassandra im Sterneckerbräu.

## Kunsthandel
Mit der Vermarktung der Kunstwerke waren Pieter Francis Peters und Hermann Herdtle, der in Stuttgart die „Permanente Kunstausstellung“ betrieb, befasst.

## Landschafts- und Tiermaler der Münchner Schule
Die Zusammengehörigkeit der Maler in der Kassandra war für die gemeinsame stilistische Entwicklung zur Entstehung der » Münchner Schule « der Gründerzeit wesentlich.

## Kassandra-Orden
Es gab spaßige Ordensverleihungen beim Maskenfest sowie ernsthafte Auszeichnungen durch den Verein. Das ehrenvollste war der „Kassandra-Orden“ mit dem dazugehörigen Diplom, auf dem ein schönes stattliches rotes Siegel mit der Aufschrift „Der Künstler – Sänger – Verein München“ prangte.

## Mitglieder
Für die Mitgliedschaft in der Künstlergesellschaft Kassandra war eine förmliche Aufnahme erforderlich, schrieb Anton Braith.
Auf dem Diplom des Kassandra-Ordens, der an Pieter Francis Peters am 1. April 1867 zu dessen silberner Hochzeit verliehen wurde, sind als Mitglieder aufgeführt:
1. Fritz Bamberger
2. Anton Braith
3. Wilhelm Busch
4. Karl Ebert
5. Otto Frölicher
6. Otto Gebler
7. Albert Kappis
8. Dietrich Langko
9. Adolf Heinrich Lier
10. Christian Mali
11. Karl Raupp
12. Theodor Schüz
13. Friedrich Voltz
14. Ludwig Willroider
15. Peter Baumgartner (Maler)
16. Ludwig Braig, Bildhauer Landwehrstr . 26 , RG .
17. Hugo Degenhard
18. August Fischer
19. Prof. Dr. Julius Frank (Maler)
20. Jakob Grünenwald
21. Carl Adolf Gugel
22. Johann Friedrich Hennings
23. Albert Emil Kirchner
24. Konrad Knoll
25. Dietrich Langko
26. Wilhelm Lichtenfeld
27. Heinrich Marr (Maler)
28. Libertus MüllerAugust Müller (Maler)
29. Ernst Otto Reiniger
30. Adolf Schmidt (Maler, 1804)
31. Schönland
32. Albrecht Fürchtegott Schultheiss
33. Anton Seitz (Maler)
34. Franz Xaver Striebel
35. Friedrich Voltz

## Schwabenburg
1870 wurde die Künstlergesellschaft Kassandra aufgelöst und Christian Mali erwarb von der Beamtenwitwe Monika Mall das Hinterhaus der Münchner Landwehrstraße 46, das fortan „Schwabenburg“ genannt wurde und zeitweise auch anderen Malern wie Josef Willroider als Atelier diente.